# 榛名 (戦艦)
榛名（はるな）は、日本海軍の巡洋戦艦、後に戦艦。
金剛型の3番艦。

## 艦名の由来
榛名の艦名は、群馬県にある上毛三山の一つの榛名山に由来する。戦艦にもかかわらず旧国名ではなく山岳名をもつ理由は、榛名を含む金剛型は当初「装甲巡洋艦」として計画されたので、一等巡洋艦の命名慣例に従ったものである。艦内神社は榛名神社からの分祀で、艦長以下乗組員が度々参拝し、また榛名神社側も神職を派遣するなどの交流があった。戦後、艦名は海上自衛隊のはるな型護衛艦「はるな」に継承された

## 建造の経緯
榛名は当初「第二号装甲巡洋艦」として計画され、1911年4月、神戸川崎造船所（のちの川崎重工業）に発注された。それまで海外発注か海軍工廠でしか建造されることのなかったいわゆる主力艦としては初めて民間造船所に建造発注された艦である。一方、三菱合資会社長崎造船所（のちの三菱重工業）にも「第三号装甲巡洋艦（後の金剛型戦艦四番艦・霧島）」が発注され、工程の進捗状況がほぼ同時であったことから、両社は激しい競争意識をもって建造に当たることになる。川崎造船所は榛名の建造に先だってドイツ設計の大型ガントリークレーンや、艤装用のイギリス製大型クレーンを購入するなど、将来の大型軍艦建造を見据えた準備を行っていた。
榛名は1912年（明治45年）3月に起工し、1913年（大正2年）12月に進水した。工事もかなり進んだ1914年、1つの悲劇が起きた。この年の11月18日に機関の繋留試運転が予定されていたが、直前に故障が見つかったため予定が6日遅れることとなった。本来であれば試運転が実施されるはずだった18日の朝、機関建造の最高責任者であった川崎造船所造機工作部長・篠田恒太郎（しのだ・こうたろう）が自刃してしまったのである。遺書などはなかったが、繋留機関試験遅延の責を感じた上だということは明らかであった。当時の軍艦建造は、それほど重大な責任感を持って行われていた。
篠田工作部長の死から半年後、巡洋戦艦榛名は同型艦の霧島と同時に竣工、海軍横須賀鎮守府に引き渡された。これ以降、民間造船所でも主力艦の建造が行われるようになる。なお、霧島と同時竣工したのは、篠田工作部長自刃の報を受けた海軍が両社へ配慮を促したためである。

## 新造時の特徴など
主機には川崎造船所と技術提携を結んでいたジョン・ブラウンのブラウン・カーチス式直結タービンを、川崎造船で製造したものを榛名のみ搭載していた。これは一つのタービンで圧力の異なる複数のシリンダーに分けて出力するエンジンで、それぞれのシリンダーを推進軸に直結して1基辺り2本の推進軸を動かすものであった。
兵装上の特徴としては、主砲には従来のヴィッカース製ではなく、国産の四一式36センチ砲（正確には14インチ＝35.6センチ砲）が、本艦より採用された。
また、副砲は両舷の甲板よりやや低い砲郭に片舷8門計16門を新造時に装備していたが、第一次世界大戦以降、戦艦が主砲で撃ち合う状況では射程が短く射界の狭い小口径砲が利用される機会が激減し、後に重量軽減や不沈対策の名目で撤去されている。まず1932年には対空機銃増設による重量軽減のため両舷最前方の1・2番副砲を撤去、太平洋戦争中の1944年2月前後にさらに6門を撤去し、戦争後半には片舷4門計8門を残す状態となっていた。
さらに、他の金剛級戦艦同様榛名も新造時に53.3cm魚雷発射管を片舷4門ずつ計8門装備していた。これは左右対称ではなく、左右でややズレた位置に、喫水線下に固定装備されている。当時は砲戦距離が短く想定されており破壊力の優れた魚雷を併用することが考えられたためと思われるが、砲戦距離の延長に伴って榛名の発射管が実戦で使われた記録はない。これら発射管については後に撤去されたとも第二次改装以後も残されていたとも言われているが、新造時に装備されていた事実以外は明確な情報が見当たらないのが現状である。

## 艦歴

### 戦前
榛名は1912年3月16日、川崎造船所で起工。
1913年12月14日、伏見宮貞愛親王列席の下で進水。
1915年（大正4年）4月19日、榛名は巡洋戦艦として竣工、横須賀鎮守府籍。
同年6月5日、大正天皇は新鋭巡洋戦艦と樺型駆逐艦を親閲するため、横須賀軍港に行幸する。
午前11時10分、天皇は榛名に乗艦して艦内を親閲した。
つづいて天皇は霧島に移動し、同様に艦内を親閲した。
午後2時50分に退艦し、東京へ戻った。
12月、第二艦隊第三戦隊に同型艦3隻とともに編入された。
1916年、先にイギリス海軍によって導入されていた方位盤射撃照準装置（但し、試作機）を日本海軍で初めて搭載した。これは、全砲門で同一目標を攻撃する際、一括して指向・発射を行う一種のリモートコントロールシステムでもあった。
この前後は第一次世界大戦の最中であり、日本も連合国側として参戦していたことに従い榛名も中国方面・北支（中国北部）方面・ロシア方面などへの警備活動を行っている。
1920年9月12日、シベリア出兵支援に備え、北海道後志支庁沖にて戦闘訓練中、1番砲塔右砲内で榴弾が破裂する「膅(とう)中(内)爆発」事故が発生、15名の死傷者と船体全域に渡る損傷を負い、修理のため横須賀へと回航された。一方、第一次世界大戦中のユトランド沖海戦の結果、遠距離砲戦中に垂直落下する敵砲弾に対して巡洋戦艦における水平防御力の脆弱性が問題視され、これを改善する必要が生じたことから、折りしも修理のため入渠していた榛名にまずそれを施すこととなり、防御強化と主砲射程延長などが行われた。改装中の1921年にワシントン海軍軍縮条約が締結され、榛名を含む金剛型の代替艦と考えられていた天城型が建造中止を余儀なくされ、金剛型を近代化して第一線の戦力維持を図ることとし、ちょうど改装を一時終えて練習役務艦として現役を離れていた榛名は、1924年より引き続き近代化大改装を施されることとなる。
その前年、1923年9月1日の関東大震災では横須賀に停泊しており、震災によって重油タンクが崩壊して油が横須賀港に流れ込み、火災が発生した。榛名は港外へ脱出し難を逃れたが、その時の写真が存在している。
結果的に榛名は、第一次近代化改装を最初に施された艦となった。これは従来の石炭・重油混焼缶から重油専焼缶への換装や、上部構造物と船体の大幅近代化が含まれる改装であり、それまで低い司令塔と高い櫓の組合せであった艦橋が、後に日本戦艦の特徴と言われる重厚な“城郭型檣楼”（パゴダ・マスト）に改められたのも、榛名が最初であった。なお、この改装によって重量が増したため速力が25ノットに低下、このため後の1931年6月1日付で姉妹艦3隻とともに巡洋戦艦から戦艦に艦種変更された。また、金剛型全艦とも混焼缶を専焼缶へ全て換装予定であったが、予算の都合で榛名のみこの時点で混焼缶を一部残していた。これら一連の改装の結果として、榛名は日本海軍では異例の8年もの長期に渡って現役を退いていた。
一連の改装が完了した1928年、昭和天皇即位を記念して同年12月4日横須賀沖にて挙行された大礼特別観艦式において、榛名は天皇が座乗する御召艦を務めた。供奉艦は戦艦金剛（先導艦）、比叡、装甲巡洋艦磐手、賜饌艦は榛名、金剛、比叡、赤城。ちなみにこの年の観艦式は明治以来最も参加艦船が多い186隻が参加し、外国からの参列艦も軍艦7隻、部外船舶15隻であったという。
1931年11月8日、熊本県内で行われた陸軍特別大演習への天皇行幸の際にも御召艦を務めている。同年11月19日、天皇は鹿児島から横須賀へ榛名に乗艦して帰京した。
満州事変により日中の緊張が高まり、1937年以降の日中戦争に発展していく過程にあっては、榛名もしばしば中国方面への警備活動を行っている。
その様な情勢の中、折にふれ対空・航空兵装などの細かな追加改装を行いつつ、1933年9月、海軍軍縮条約失効をにらんで二度目の大規模近代化改装が施されることとなり、今度もまた同型艦では榛名が最初となった。丸1年をかけたこの第二次近代化改装では、動力部の刷新と船体・上部構造物の近代化改装が行われ、出力を新造時の倍としたことで速力も30ノットを超える高速戦艦（公式類別は飽くまで「戦艦」だが、これ以降の金剛型戦艦は一般にこう称される）として生まれ変わった。近代化改装が最も早かった榛名では砲戦距離延長に伴って高くなった後部艦橋を後部煙突と隣接させているが、その排熱の影響が大きかったことから、後に改装された霧島などでは後部艦橋を後方に傾斜させて排熱を避ける工夫を施しており、この点が榛名と姉妹艦を見分ける際の大きな特徴の1つとなっている。なお、金剛、比叡では主砲塔側面が角張っているのに対し、榛名・霧島では主砲塔側面が丸みを帯びていることも、金剛型各艦を見分ける特徴とされている。榛名は2本の煙突間の空間が、他の同型艦よりもやや広いのも特徴である。
第二次近代化改装が完了した1934年に佐世保鎮守府に移籍した。
1937年8月21日、榛名は伊1、伊2、伊3、伊4、伊5、伊6、戦艦長門、陸奥、霧島、軽巡洋艦五十鈴と共に多度津港を出港し、長江河口沿岸で23日まで作戦行動を行う。
もはや対米戦争が避けられないと判断された1941年10月頃、出師準備として磁気誘導魚雷をかく乱する舷外電路と、バルジ（被弾による浸水を防ぐため舷側水線下に着けられた突出部）への水密鋼管充填などを実施した。

### 太平洋戦争

#### 緒戦
太平洋戦争開戦時は高間完（たかま・たもつ）大佐を艦長として第一艦隊に属し、三川軍一中将率いる第三戦隊に僚艦三隻とともに配属、同型艦の金剛と第一小隊を組み南方作戦支援に回された。1941年（昭和16年）12月4日、馬公を拠点に出撃し、陸軍の馬来上陸作戦支援を皮切りに、比島上陸作戦・蘭印（オランダ領東インド＝現インドネシア）攻略作戦などを支援した。この間、シンガポールを出撃したイギリス戦艦プリンス・オブ・ウェールズ・同巡洋戦艦レパルスを中心とするイギリス東洋艦隊を迎撃すべく邂逅を図るも果たせず、同艦隊が日本軍航空隊に壊滅させられるという一幕もあった（マレー沖海戦）。
1942年（昭和17年）2月には真珠湾攻撃などを終えて回航された南雲機動部隊と合流、同型艦4隻が揃ってインド洋作戦に従事する。3月6日10時30分、南雲忠一司令長官は残敵掃蕩を命じ、第二航空戦隊（司令官山口多聞少将：空母蒼龍、飛龍）、第三戦隊第2小隊（3番艦榛名、4番艦金剛）、第17駆逐隊（谷風、浦風、浜風、磯風）の8隻で別働隊を編制、機動部隊本隊から分離した。空母2隻の護衛に17駆第2小隊（浜風、磯風）を残し、金剛、榛名、谷風、浦風の4隻は3月7日早朝にクリスマス島に艦砲射撃を行う。圧倒されたイギリス軍守備隊は白旗を掲げた。だが海軍陸戦隊を持たない4隻は同島を占領することが出来ず、白旗を放置してクリスマス島を去った。なおクリスマス島は3月31日に第四水雷戦隊（司令官西村祥治少将/旗艦那珂）によって占領された（日本軍のクリスマス島占領）。
同年6月5日ミッドウェイ海戦で榛名は姉妹艦の霧島とともに南雲機動部隊の護衛に当たった。早朝、榛名は艦載する九五式水上偵察機を索敵のため発進させた。第一次ミッドウェー島攻撃隊発進後、南雲機動部隊はミッドウェー島から発進したアメリカ軍機の継続的な空襲を受けた。榛名もミッドウェー基地所属SB2Uビンディケーター11機（戦闘詳報では14機）の爆撃により至近弾を受ける。SB2Uは直掩零戦の迎撃で1機を失い、2機が燃料切れで不時着、榛名に対し直撃弾2発を主張した。その後、アメリカ軍機動部隊艦載機SBDドーントレスの急降下爆撃により空母3隻（赤城、加賀、蒼龍）が被弾炎上すると、榛名、霧島、利根、筑摩は残存する第二航空戦隊の飛龍（司令官山口多聞少将）を護衛した。だが、飛龍もアメリカ軍機の空襲で被弾炎上した。飛龍炎上後、榛名以下周囲の護衛艦艇もドーントレスの急降下爆撃を受けた。至近弾を受けたが、深刻な損害ではなかった。さらにB-17爆撃機の空襲を受け、左舷に至近弾となった。

#### ガダルカナル島の戦い
ミッドウェー作戦より帰還後、高間艦長（5月に少将昇進）が第四水雷戦隊司令官へ転属、6月22日、後任として石井敬之（いしい・たかゆき、または、けいし）大佐が艦長に着任した。また、7月14日には所属を第二艦隊（戦艦部隊を主力とする）へ移し、金剛とともに第三戦隊を再編成した。比叡、霧島は第十一戦隊を編成、第三艦隊に編入された。同年9月、激戦化したガダルカナル方面の戦闘に参加するため前進部隊本隊に編入され、トラック島へと本拠を移した。
ガダルカナル島の戦いは、補給能力に優るアメリカ軍が優位に立った。日本軍の増援部隊や補給船団は、ガダルカナル島のヘンダーソン飛行場から発進するアメリカ軍機により幾度も撃退され、日本陸軍の戦力は低下する一方であった。苦境に立った陸軍の要請により、連合艦隊司令部は第三戦隊（司令官栗田健男中将／金剛、榛名）、第六戦隊（司令官五藤存知少将／旗艦青葉、古鷹、衣笠）等によるヘンダーソン基地艦砲射撃を立案した。10月11日、第一次挺身攻撃隊（第六戦隊主力）とアメリカ軍巡洋艦部隊との間にサボ島沖海戦が発生する。日本海軍は五藤司令官が戦死、古鷹、吹雪等が沈没して敗北したが、アメリカ艦隊も損害を出して疲弊、アイアンボトム・サウンド（鉄底海峡）から撤退する。このため第二次挺身攻撃隊（第三戦隊主力）はアメリカ艦隊の妨害を受けることなくヘンダーソン飛行場を射程に収めた。第二次挺身攻撃隊は、第3戦隊（金剛、榛名）、直衛隊：第15駆逐隊（親潮、黒潮、早潮）・第24駆逐隊（海風、江風、涼風）、前路警戒隊：第2水雷戦隊〈旗艦五十鈴、第31駆逐隊（高波、巻波、長波）〉、及び上空掩護隊/第二航空戦隊（隼鷹、飛鷹）で構成されていた。
この砲撃により第三戦隊はヘンダーソン飛行場を一時使用不能にしたが、新設滑走路の存在を日本陸海軍とも見落としていた為、アメリカ軍航空隊の活動を封殺する事に失敗した。榛名では熱射病による戦死者2名（弾薬庫員）を出した。10月15日には日本軍輸送船団が第二滑走路から発進したアメリカ軍機の攻撃により大損害を被っている。ちなみにこの折、航空支援のない艦隊での航空基地攻撃に難色を示す栗田中将に対し、山本五十六連合艦隊司令長官は「金剛・榛名が行かないと言うのなら、自分が大和・陸奥を率いて実行する」と強く説得したと言われている。
同年10月26日、ガダルカナル島を巡る一連の戦闘の1つである南太平洋海戦に参加するが、空母艦隊同士の航空戦に終始し、また主力空母部隊とは別行動であったため、戦闘の機会もなかった。11月中旬、第三次ソロモン海戦で比叡、霧島が相次いで沈没、金剛型戦艦は金剛、榛名の2隻のみとなった。同海戦において第三戦隊はトラック泊地を出撃してガダルカナル島方面に出動しているが、アメリカ艦隊と交戦する事はなかった。
同年12月24日に第三戦隊は第三艦隊（再編された空母機動艦隊）に編入、翌1943年2月ガダルカナルからの撤収作戦（ケ号作戦）を支援する。
1943年2月中旬に第三戦隊は整備補給のためトラックから内地に帰還し、4月6日にトラックに戻った。
5月にアッツ島玉砕など北方戦局の悪化に伴って再び内地へと帰投待機し、翌月トラック島へ戻った。この間、6月14日に艦長が森下信衛（もりした・のぶえ）大佐へと移った。以降年末までトラック島やブラウン環礁方面で活動していたが、特に戦闘などは起きなかった。
1943年7月、「金剛」と「榛名」の艦載水雷艇4隻が武装されてトラックからソロモン諸島へ派遣されたという。

#### 昭和19年
1944年（昭和19年）1月25日、戦艦大和の艦長へと転任した森下大佐の後任として重永主計（しげなが・かずえ）大佐が着任する。反攻作戦によりサイパン島に上陸したアメリカ軍及びそれを支援するアメリカ艦隊を撃滅すべく「あ号作戦」が発動された。マリアナ沖海戦に、第三航空戦隊（空母千代田、千歳、瑞鳳）及び第二艦隊（旗艦愛宕／司令長官栗田健男中将）・第一戦隊（大和、武蔵）、第二水雷戦隊（能代、島風等）を主力とする前衛部隊の一艦として参加した。しかし19日、米潜水艦の雷撃により空母大鳳、翔鶴が沈没した。20日、アメリカ軍機動部隊艦載機の攻撃により乙部隊では空母飛鷹が沈没し隼鷹が損傷、甲部隊では瑞鶴が損傷、前衛部隊では千代田、龍鳳、摩耶が損傷を受けた。榛名も後甲板に直撃弾を受け、火薬庫に浸水する程の被害を出した。この損傷により、修理完了後も全速力を出すと艦尾が振動する状態となる。最大発揮速力26-27ノット程度に低下するなど、榛名の戦力発揮に影響を与えた。損傷修理と併せて舷窓閉塞など不沈工事や対空火器の大幅増強が行われている。
同年10月フィリピンのレイテ島に上陸したアメリカ軍に対し発令された捷一号作戦に参加、榛名は栗田中将指揮の第一遊撃部隊の一艦として上陸中のアメリカ陸軍部隊を砲撃すべく進撃を続け、25日サマール島沖にて発見したスプレイグ少将指揮下の第77任務部隊との交戦、いわゆるサマール島沖海戦ではアメリカ艦隊を追撃したが、前述の艦尾振動の影響により金剛ほどの戦果を上げることができなかった。混乱する戦局の中で栗田中将より撤退命令が下され、榛名も帰途、スルー海（フィリピン西方海上）においてアメリカ軍の追撃により至近弾を受け損傷する。

#### レイテ沖海戦後
レイテ沖海戦の後、日本海軍の残存艦艇は損傷状況や任務により各地に分散配置された。榛名は暫く東南アジア方面に残置されることになった。11月16日、戦艦大和、長門、金剛は軽巡洋艦矢矧及び第十七駆逐隊（浦風、磯風、雪風、浜風）及び梅、桐に護衛されてブルネイを出港し日本本土へ向かった。榛名と足柄、羽黒、大淀等はブルネイに残り、リンガ泊地へ移動することになった。しかし21日、金剛と浦風が米潜水艦シーライオンII(USS Sealion, SS/SSP/ASSP/APSS/LPSS-315)の雷撃で撃沈された。これにより開戦時4隻だった金剛型戦艦は、榛名1隻を残すのみとなった。22日リンガ泊地着時の第二遊撃部隊戦力は、榛名以下足柄(第五艦隊旗艦)、第四航空戦隊（日向、伊勢）、第五戦隊（羽黒）、大淀、第二水雷戦隊（霞/旗艦、潮、朝霜、第二一駆逐隊（初霜）、第四一駆逐隊（霜月）、岸波、清霜/昭南にて修理中）であった。
このブルネイからリンガ泊地への移動中、榛名は座礁して艦底に大きな損傷を受けた。天候が平穏ならば18ノット発揮可能、荒天時の外洋航海は不安と判定される程の被害であった。現地修理は不可能と判断した第五艦隊及び同艦隊司令長官志摩清英中将は、榛名の内地回航を決定する。護衛艦には霞と初霜が指定され、第二水雷戦隊司令官木村昌福少将は一時的に将旗を霞から潮に移揚した。
なお25日11時にはシンガポールからリンガ泊地に向かっていた戦艦伊勢も座礁しているが、速やかに離礁に成功、被害も少なく浸水被害もなかった。
11月28日夕刻、榛名、霞、初霜はリンガ泊地を出発、29日午前10時に昭南（シンガポール）着。空母隼鷹隊との合流を目指し、その日の内に台湾の馬公市へ向かう。12月5日、榛名はマニラ輸送任務を終えて日本本土へ向かう空母隼鷹、秋月型駆逐艦冬月、涼月、松型駆逐艦槇と台湾の馬公市で合流（海上で合流したとも）。6日、初霜、霞と分離すると、榛名は隼鷹と共に日本本土に向けて出港した。ところが12月9日、男女群島と五島列島の間にて隼鷹がレッドフィッシュ (USS Redfish, SS-395) の、槇がシーデビル (USS Seadevil, SS-400) もしくはプライス (USS Plaice, SS-390)の雷撃によりそれぞれ損傷した。襲撃直前、アメリカ軍潜水艦の待ち伏せが予想される男女群島を黎明前に通過するのは危険と判断した涼月は、高速を発揮する榛名に『速力を落とされてはいかが』と信号したが、榛名からの返答は無かったという。12日11時35分、榛名、凉月、冬月は呉に帰還した。その後、修理作業に従事する。12月20日、高雄警備府参謀副長へ転任した重永艦長（10月15日少将昇進）に代わり、軽巡矢矧の前艦長をつとめた吉村真武（よしむら またけ）大佐が着任するが、吉村艦長指揮のもと出撃する機会は二度となかった。

#### 最期

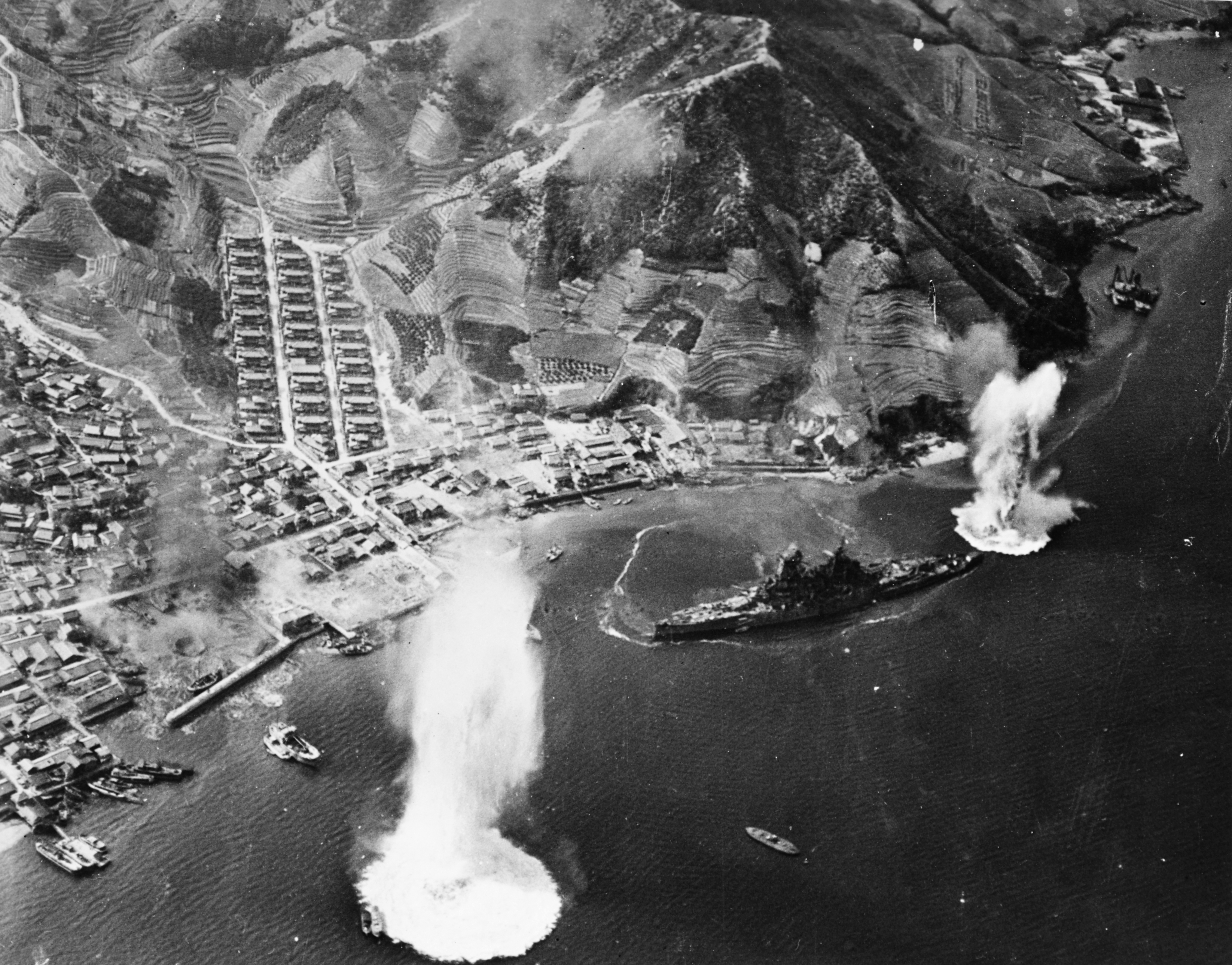
江田島小用海岸で爆撃を受ける榛名（1945年7月28日）

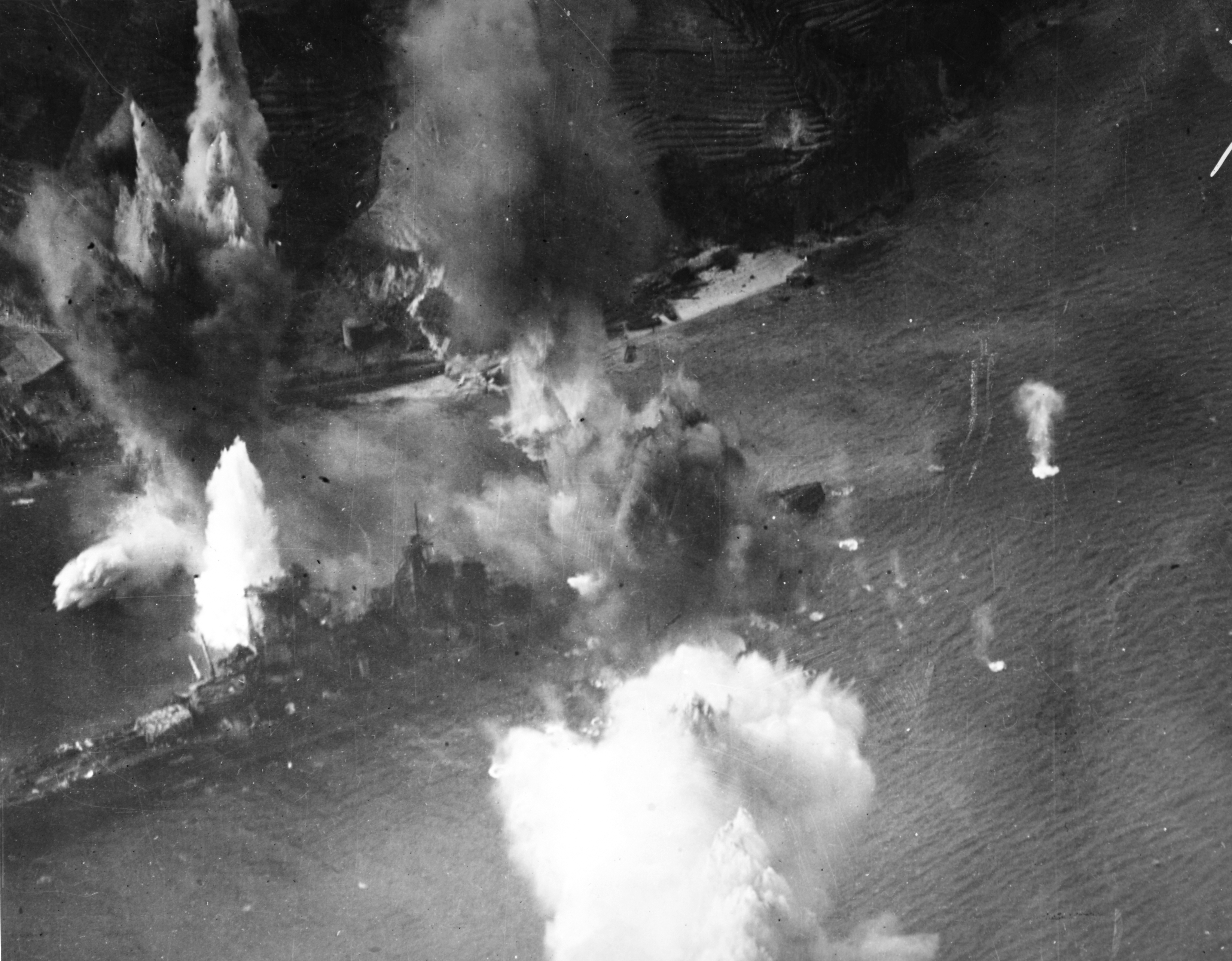
爆撃を受ける榛名（近影）

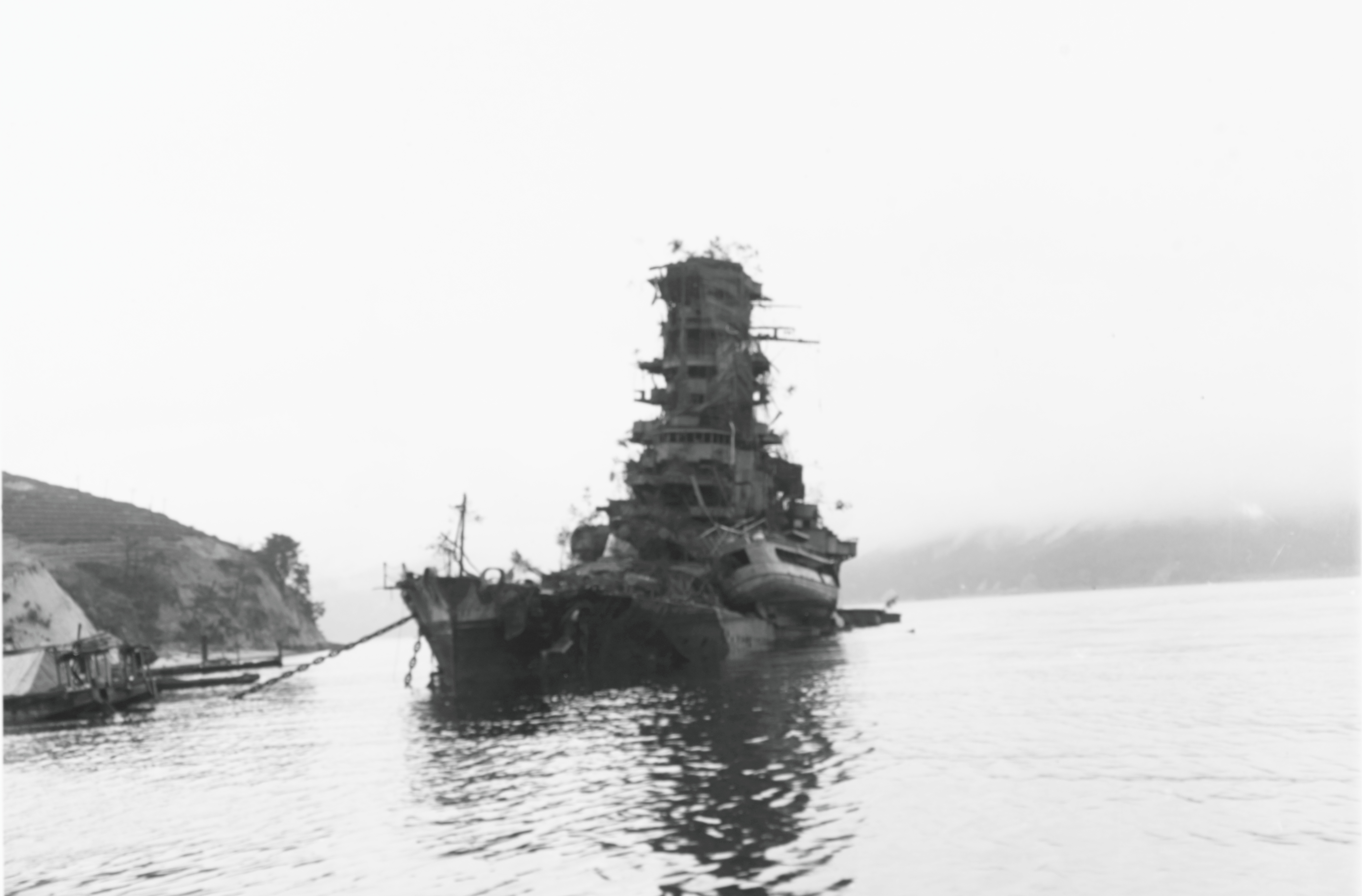
大破着底した榛名（1945年10月8日）

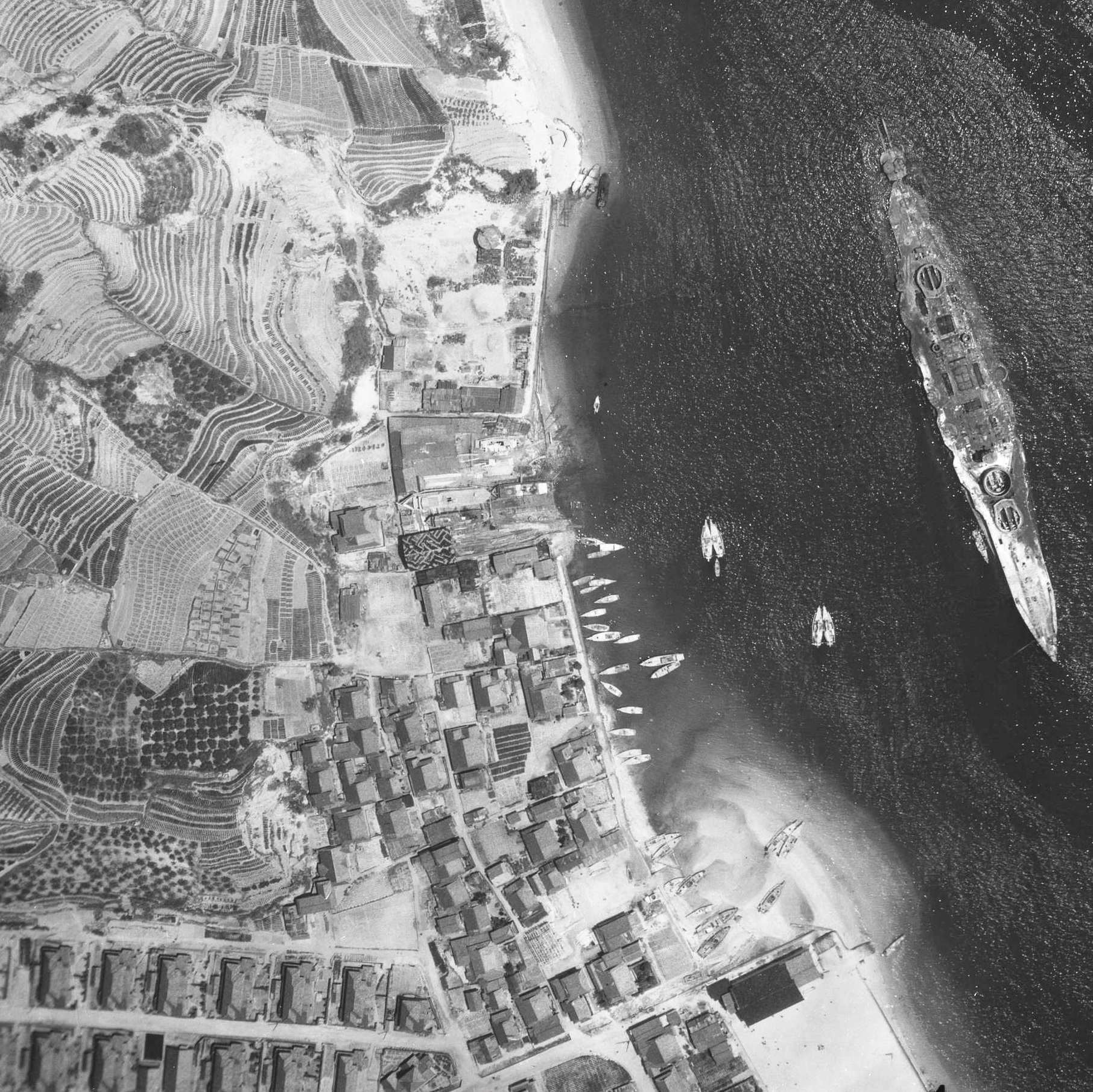
江田島町小用沿岸に着底する榛名の船体（1947年5月）

1945年（昭和20年）に入ると敗戦続く日本では艦船を運用する燃料にも事欠く状態となり、レイテ沖海戦を生き延びた本艦も修理を受けた呉で停泊するのみとなった。1945年3月19日、呉海軍工廠前（工廠内とも）に停泊中、ミッチャー中将率いる米第58任務部隊の艦載機による爆撃を受けたが、このときの被害は軽微だった。4月になって予備艦籍に入ると、マリアナ沖海戦後の改修で大幅に増設された対空火器や、副砲の大半及び対空指揮装置などを陸上防衛に転用のため撤去されてしまった。6月22日にB-29により直撃弾1発を受け、防空砲台となるべく呉の対岸・江田島小用海岸に転錨、結果としてそこが最期の地となった。7月24日と28日の呉軍港空襲により今度はマッケーン中将率いる第38任務部隊による大規模な攻撃を受け、同様に燃料もなくなす術のない状態の航空戦艦伊勢、日向や空母天城らとともに停泊していた榛名は、2番砲塔の砲側照準による三式弾射撃などによって激しく抵抗を行ったものの20発以上の命中弾を受けて大破浸水、着底した。このとき前部主砲や対空兵装の一部はなおも使用可能な状態であったというが、もはや本艦に戦う機会はなく、そのまま終戦をむかえた。なお、最期の姿は主砲塔などにダズル迷彩を施し、艦橋には網を使ったカモフラージュを行っていたが、これらはほとんど意味をなさなかったと思われる。
なお7月28日の攻撃で、榛名は2機のB-24（タロア号、ロンサムレディー号）を撃墜した。両機の乗員は捕虜となり、広島に収容された。そして8月6日の広島原爆投下に遭遇し、尋問のため東京に送られたロンサムレディー号機長以外の乗員は全員被爆死した（広島原爆で被爆したアメリカ人参照）。
呉停泊中に榛名が受けた命中弾は米戦略爆撃調査団によると、3月19日に1発、6月22日に7発、7月24日1発、7月28日に7発、他に至近弾多数というものである。残された写真では後部に大きく傾斜しており、正面からの写真では艦首左舷も大破しているのが見て取れる。右舷側は江田島に近かったことから左舷を中心に攻撃を受けたことがうかがえる。上記本文と米戦略爆撃調査団による命中弾数が異なるのは、日米において命中弾・至近弾の認識の違いによると思われる。
その榛名も1945年11月20日に除籍され、1946年5月2日浮揚解体作業に着手し同年7月4日に解体が完了した
榛名は開戦時すでに艦齢26年の老朽艦であるにも拘らず最前線にあって主要海戦の多くに参加しており、しばしば損害を受けた。その姿は開戦直前に完成して最前線での主要海戦でもほとんど損害を負うことがなく「幸運の空母」とも称される空母瑞鶴と対照的であるが、この2艦は駆逐艦雪風などとともに「日本海軍の武勲艦」と評されることが多い。また日本戦艦で最も多くの海戦を生き延び、その終末を解体という形で迎えたことから、諸書には「戦艦榛名は戦後復興のための資材となった」旨の記述が多くみられる。

## 主要目一覧
| 主要目     | 新造時 （1915年）                                       | 1次改装後 （1928年）                                         | 2次改装後 （1938年）                  | レイテ沖海戦時 （1944年）             |
| ---------- | ------------------------------------------------------- | ------------------------------------------------------------ | ------------------------------------- | ------------------------------------- |
| 排水量     | 常備：27,384t 満載：32,306t                             | 基準：29,330t 常備：31,785t                                  | 基準：32,156t 常備：35,600t           |                                       |
| 全長       | 214.6m                                                  | 214.6m                                                       | 222m                                  | 222m                                  |
| 全幅       | 28.04m                                                  | 31.02m                                                       | 31.02m                                | 31.02m                                |
| 吃水       | 8.218m (常備) 9.419m（満載）                            | 8.65m                                                        | 9.18m                                 |                                       |
| 主缶       | ヤーロー式混焼缶36基                                    | ロ号艦本式専焼缶4基 同混焼缶10基                             | ロ号艦本式大型3基 同中型6基 同小型2基 | ロ号艦本式大型3基 同中型6基 同小型2基 |
| 主機       | ブラウン・カーチス式直結タービン2基4軸                  | ブラウン・カーチス式直結タービン2基4軸                       | 艦本式タービン4基4軸                  | 艦本式タービン4基4軸                  |
| 軸馬力     | 64,000shp                                               | 75,600shp                                                    | 136,000shp                            | 136,000shp                            |
| 速力       | 27.5ノット                                              | 25ノット                                                     | 30ノット                              |                                       |
| 航続距離   | 8,000海里/14ノット                                      | 9,500海里/14ノット                                           | 10,000海里/18ノット                   |                                       |
| 燃料       | 石炭：4,000t 重油：1,000t                               | 石炭：2,500t 重油：3,250t                                    | 重油：6,678t                          |                                       |
| 乗員       | 1,221名                                                 |                                                              | 1,315名                               |                                       |
| 主砲       | 四一式35.6cm連装砲4基                                   | 四一式35.6cm連装砲4基                                        | 四一式35.6cm連装砲4基                 | 四一式35.6cm連装砲4基                 |
| 副砲       | 四一式15.2cm単装砲16門                                  | 四一式15.2cm単装砲16門                                       | 同16門 （のちに14門）                 | 同8門                                 |
| 高角砲     | なし                                                    | 8cm単装砲4門                                                 | 12.7cm連装砲4基                       | 同6基                                 |
| 機銃       | なし                                                    | なし                                                         | 25mm連装10基 （後日装備）             | 25mm3連装24基 同連装2基 同単装23挺    |
| 魚雷       | 53cm水中発射管8本                                       | 同4本                                                        | なし？                                | なし？                                |
| その他兵装 | 短8cm砲4門 朱式6.5mm機銃3挺                             |                                                              |                                       | 21号電探1基 22号2基 13号2基           |
| 装甲       | 水線203mm 甲板19mm 主砲天蓋75mm 同前盾250mm 副砲廓152mm | 水線203mm 甲板19mm※※ 主砲天蓋152mm 同前盾250mm? 副砲廓152mm? |                                       |                                       |
| 搭載機     | なし                                                    | 1機?                                                         | 3機 カタパルト1基                     | 3機 カタパルト1基                     |

※ 空白は不明。1944年は推定を含む。

※※ 水平防御に缶室64mm、機械室83-89mm、弾薬庫102-114mm、舵取室76mmなど追加。

### 公試成績
| 状態      | 排水量  | 出力       | 速力     | 実施日                   | 実施場所     | 備考      |
| --------- | ------- | ---------- | -------- | ------------------------ | ------------ | --------- |
| 竣工時    | 27,598t | 80,496shp  | 27.78kt  | 1915年（大正4年）1月23日 | 由良標柱間   | 10/10全力 |
| 1次改装後 | 33,825t | 75,807shp  | 25.861kt | 1928年（昭和3年）5月25日 | 館山沖標柱間 |           |
| 2次改装後 | 36,259t | 136,388shp | 30.2kt   | 1934年（昭和9年）8月28日 | 沖ノ島標柱間 | 10/10全力 |

## 歴代艦長
※脚注無き限り『艦長たちの軍艦史』14-16頁、『日本海軍史』第9巻・第10巻の「将官履歴」及び『官報』に基づく。
1. 舟越楫四郎 大佐：1913年12月15日 - 1915年12月13日 ＊兼海軍艦政本部艤装員（ - 1915年4月19日[58]）
2. 布目満造 大佐：1915年12月13日 - 1916年12月1日
3. 百武三郎 大佐：1916年12月1日 - 1917年9月15日
4. 谷口尚真 大佐：1917年9月15日 - 1917年12月1日
5. 佐野常羽 大佐：1917年12月1日 - 1919年11月20日
6. 大石正吉 大佐：1919年11月20日 - 1920年11月20日
7. 大見丙子郎 大佐：1920年11月20日 - 1921年11月20日
8. 上田吉次 大佐：1921年11月20日 - 1922年7月1日
9. 小山武 大佐：1922年7月1日 - 1922年11月10日
10. （兼）森初次 大佐：1922年11月10日 - 1922年12月1日 （本職：朝日艦長）
11. 小泉親治 大佐：1922年12月1日 - 1923年12月1日
12. 七田今朝一 大佐：1923年12月1日 - 1924年4月15日[59]
13. 宇川済 大佐：1924年4月15日 - 1924年9月1日[60]
14. 田村丕顕 大佐：1924年9月1日 - 1924年12月1日
15. 近藤直方 大佐：1924年12月1日 - 1925年7月10日
16. 石川清 大佐：1925年7月10日 - 1926年12月1日
17. 益子六弥 大佐：1926年12月1日 - 1927年12月1日
18. （兼）東林岩次郎 大佐：1927年12月1日 - 1927年12月28日 （本職：山城艦長）
19. 亥角喜蔵 大佐：1927年12月28日 - 1928年12月10日
20. 後藤章 大佐：1928年12月10日 - 1929年11月30日
21. 有地十五郎 大佐：1929年11月30日 - 1931年2月10日[61]
22. 園田実 大佐：1931年2月10日 - 1931年12月1日
23. 住山徳太郎 大佐：1931年12月1日 - 1932年11月15日
24. 片桐英吉 大佐：1932年11月15日 - 1933年11月15日
25. 水戸春造 大佐：1933年11月15日 - 1935年4月16日[62]
26. 岩下保太郎 大佐：1935年4月16日 - 1935年10月28日
27. 小沢治三郎 大佐：1935年10月28日 - 1936年12月1日
28. 伊藤整一 大佐：1936年12月1日 - 1937年11月15日
29. 大島乾四郎 大佐：1937年11月15日 - 1938年3月9日
30. （兼）水野準一 大佐：1938年3月9日 - 1938年7月15日（本職：赤城艦長）
31. 藤田利三郎 大佐：1938年7月15日 - 1939年5月18日
32. 西村祥治 大佐：1939年5月18日 - 1940年11月1日
33. 木村進 大佐：1940年11月1日 - 1941年8月20日
34. 高間完 大佐：1941年8月20日 - 1942年6月20日
35. 石井敬之 大佐：1942年6月20日 - 1943年6月14日
36. 森下信衛 大佐：1943年6月14日 - 1944年1月25日
37. 重永主計 大佐/少将：1944年1月25日 - 1944年12月20日[63]
38. 吉村真武 大佐：1944年12月20日[63] - 1945年8月15日[64]

## 同型艦
- 一番艦　金剛
- 二番艦　比叡
- 三番艦　現在ページ
- 四番艦　霧島

## 慰霊碑

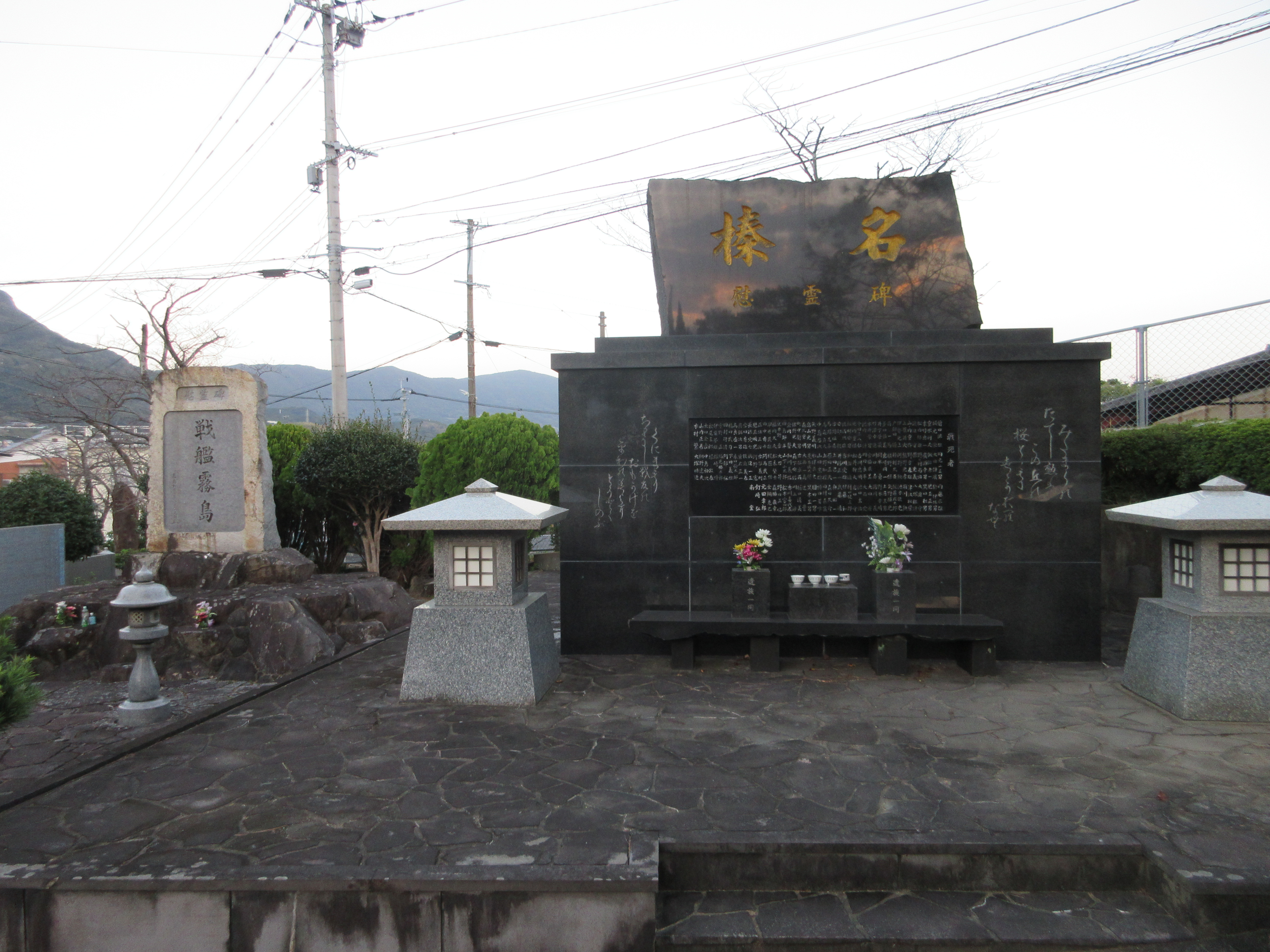
榛名慰霊碑（佐世保市）

広島県江田島市江田島町小用には出雲と合同の「軍艦榛名・出雲戦没者留魂碑」が建立されている（揮毫は元衆議院議長の灘尾弘吉）。また、長崎県佐世保市の佐世保東山海軍墓地（東公園）には1981年（昭和56年）11月8日に「軍艦榛名戦没者慰霊碑」が建立されている。